# Podložka MB

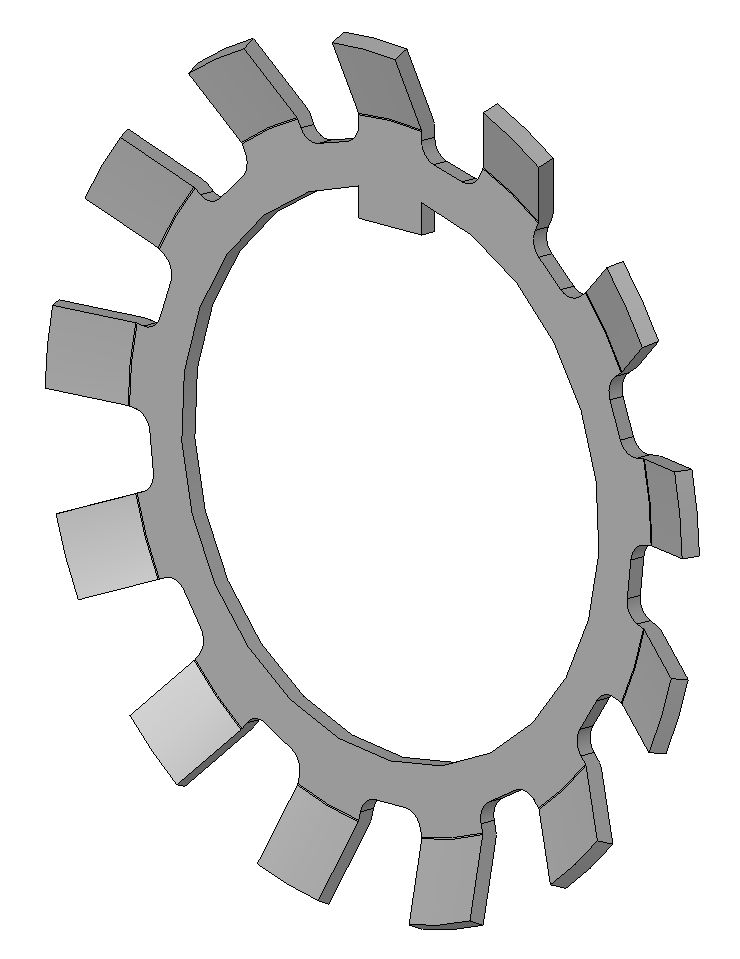
Podložka MB (3D-zobrazení)

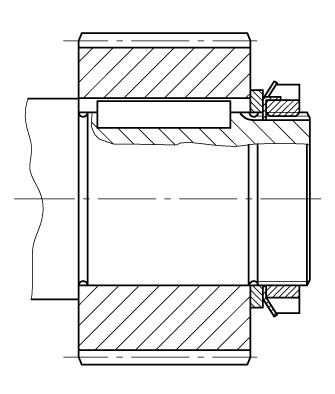
Spojení náboje s hřídelem pomocí pera, hřídelové matice KM a podložky MB

Podložka MB slouží k zajištění hřídelové matice KM proti pootočení. 

## Montáž
Podložka MB se nasune na hřídel před našroubováním matice KM, a to tak, že "nos" na vnitřním průměru podložky zapadne do podlouhlé drážky vyrobené v hřídeli pro tento účel. Podložka MB se nasune až k jištěnému náboji či ložisku. Poté se našroubuje na hřídel matice KM, a to stranou na které má zkosení směrem k podložce MB. Po utažení matice KM se ohne jeden nebo více jazýčků podložky MB tak, aby zapadnul do některé ze 4 drážek v KM matici. Tím je matice KM spolehlivě zajištěna proti pootočení.

## Normy
ČSN 02 3630:

DIN 5406